# 小眼魟
小眼魟又名 小眼窄尾魟（学名：Himantura microphthalma），又名魴仔，为土魟科窄尾魟屬下的一个种。